# Retuerta del Bullaque
Retuerta del Bullaque – gmina w Hiszpanii, w prowincji Ciudad Real, w Kastylii-La Mancha, o powierzchni 653,91 km². W 2011 roku gmina liczyła 1096 mieszkańców.